# Honda (Tolima)
Honda es un municipio colombiano ubicado en el norte del departamento del Tolima, al interior del país a orillas del río Magdalena. Su temperatura promedio es de 28 °C. Hace parte de la Red Turística de Pueblos Patrimonio de Colombia. 
Esta localidad fue erigida en villa el 4 de marzo de 1643, por orden del rey de España, siendo elevada a la categoría de ciudad el 30 de junio de 1815. En el siglo xix, Honda fue el primer puerto fluvial del país cuyo auge se prolongó hasta principios del siglo xx.
También es conocida esta población en el país por la "subienda" de pescado, que va aproximadamente de enero a marzo de cada año y se presenta por el desove de los peces que vienen de las ciénagas de la costa norte.Alrededor de la “subienda” se desarrollan sus festividades locales llamadas “Carnaval Cultural y Reinado Popular de la subienda”

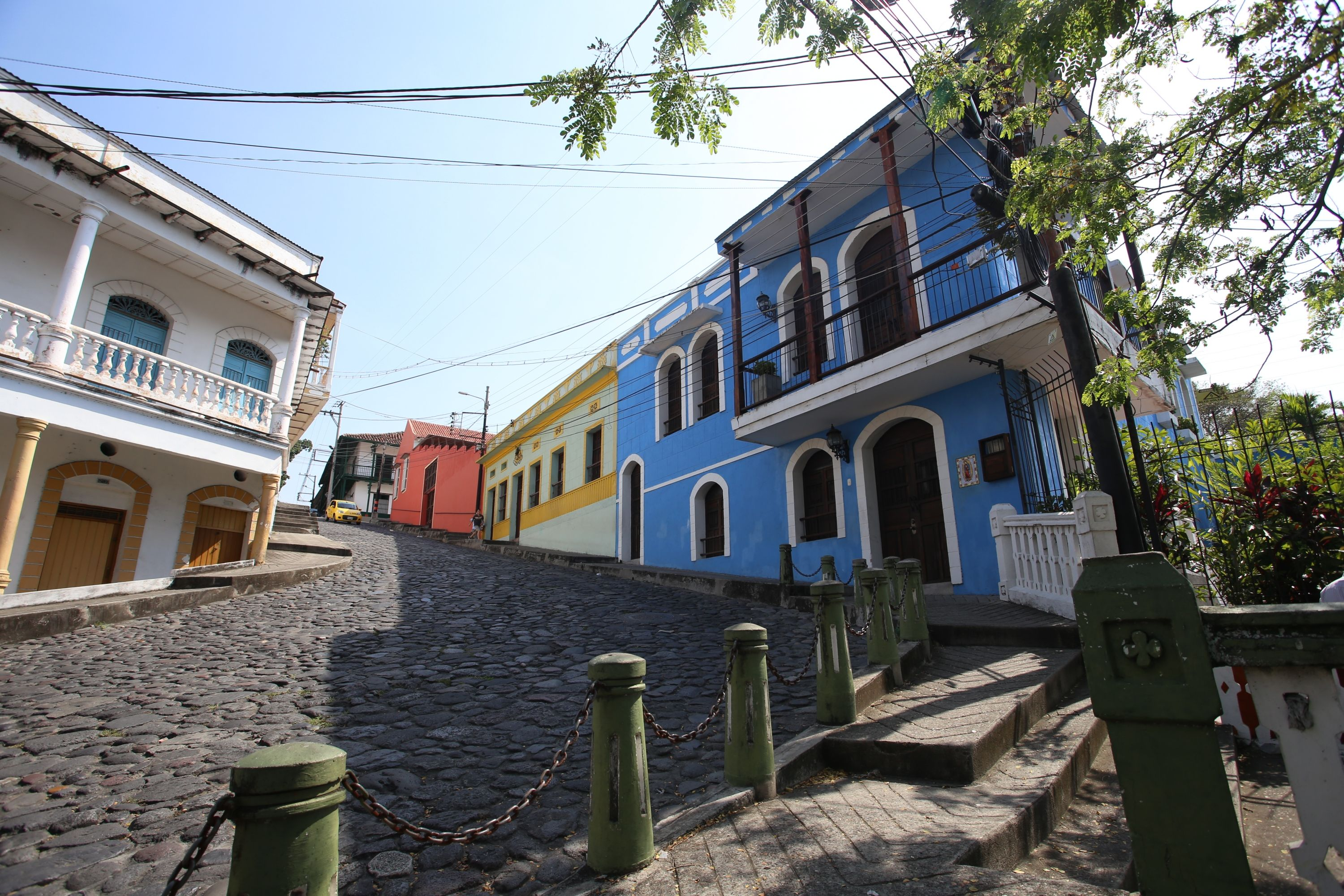
Cuesta de San Francisco

## Toponimia
Este municipio debe su nombre a uno de los asentamientos indígenas situado a la ribera del río Magdalena conformado por los aborígenes Ondaimas, que junto a los Gualies ocupaban la zona de la actual ciudad de Honda.[cita requerida]
Los españoles la bautizaron como Villa de San Bartolomé y luego le fueron dando apodos como "La ciudad de los puentes" por contar con más de cuarenta puentes sobre los ríos Magdalena, Gualí, Guarinó y la Quebrada Seca. 
Se le llama también "Ciudad de la paz" por ser uno de los dos municipios tolimenses que escaparon del flagelo de "La Violencia" de la década de 1950.

## Historia

### Época precolombina
Desde antes del arribo de los españoles, la sociedad indígena había logrado establecer una red de intercambio con los pobladores vecinos de las vertientes medias de las cordilleras central y oriental dentro de la cual el lugar de Honda se había convertido en escala obligada.
Habitada en sus inicios por los indígenas ondaimas y gualies de la etnia panche, familia lingüística de los caribes, cuyos vestigios se encuentran en las terrazas ubicadas en esa zona, aun en el sector de Perico en Honda, se encuentra un abrigo rocoso donde hay arte rupestre.
Los aborígenenes ondaimas eran pacíficos y no fueron sometidos por la tribu guerrera Pijao. Tenían una cultura basada en el chamanismo. El cementerio de los chamanes Ondaimas se ubica en el barrio conocido hoy en día como  Hervilla, más exactamente en la casa del Dr. Arciniegas.
En sitios conocidos hoy como Alto del Rosario, La Sonrisa, Arrancaplumas, Santa Lucía, Bogotá, el Triunfo, entre otros en excavaciones recientes han encontrado urnas funerarias de entierros primarios y entierros secundarios, material lítico, cerámico y óseo. Se reportaron urnas en las localidades de Arrancaplumas, Pescaderías y Mesuno. Se trata en estos casos de urnas funerarias de cuerpo subglobular achatado con cuello corto y boca ancha. 
Las tapas correspondientes no fueron definidas en su estilo, por encontrarse tan sólo fragmentos de estas. Sin embargo, en la localidad de Arrancaplumas se identificó cerámica fitomorfa en asocio a otras formas y decoraciones muy variadas, no muy frecuentes en otros sitios. En la zona de Perico se han encontrado más muestras que hacen constatar la existencia de sitios con arte rupestre.

### Época hispánica

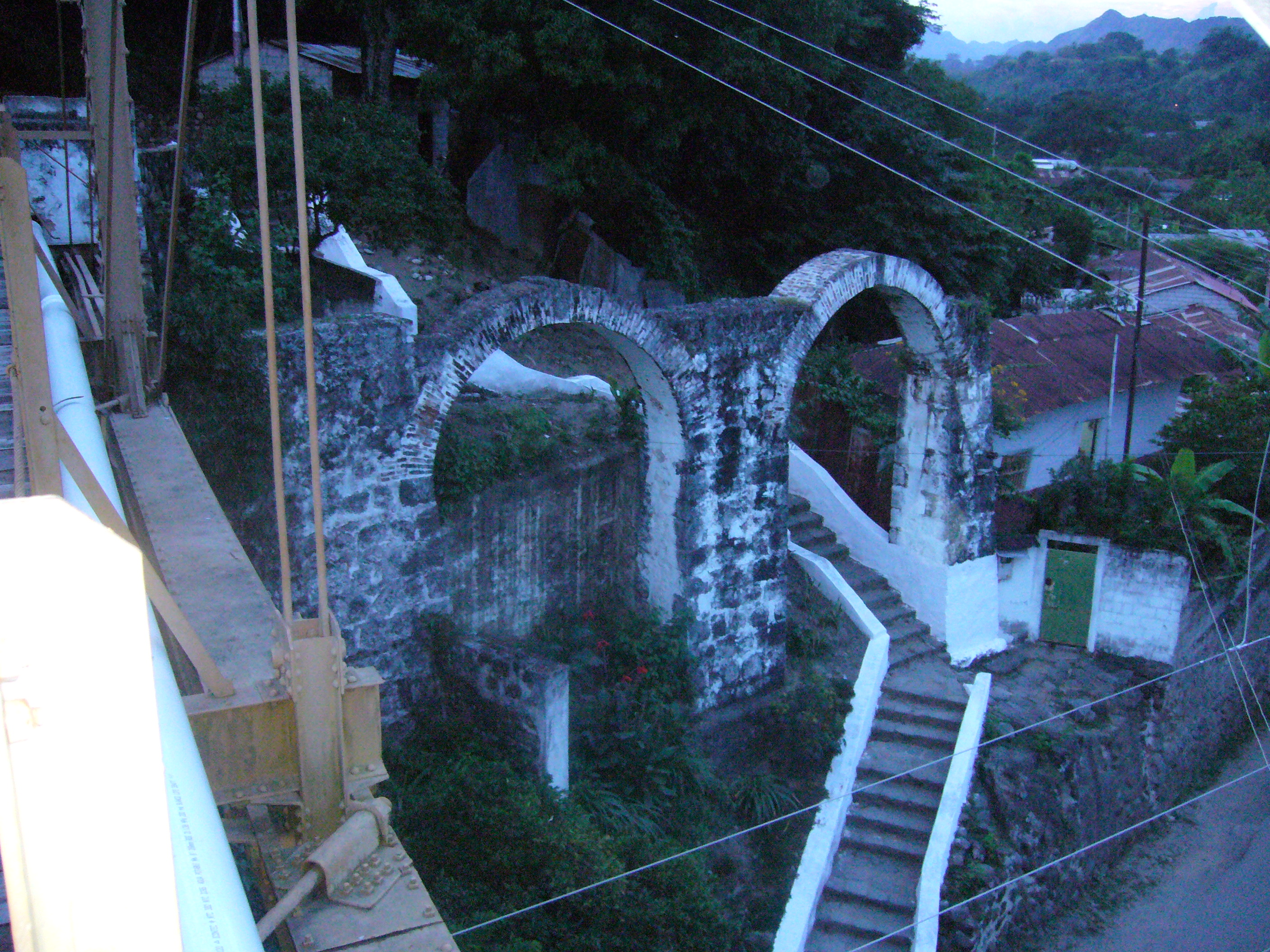
Restos del antiguo acueducto de Honda

En junio de 1539, durante la época hispánica en Colombia, fue descubierto el sitio en donde hoy se levanta la ciudad, confluencia del río Gualí, la Quebrada seca y el río Magdalena, la expedición debió asentarse y soportar la demora en la fabricación de dos bergantines que les permitirían seguir por el río, así mismo, el sitio retuvo a esta primera expedición por hacerse en él necesario el trasbordo de cargamentos para sortear el llamado Salto de Honda. 
El progresivo comercio peninsular con las provincias del Nuevo Reino de Granada, había hecho del Río Magdalena la única vía posible y segura para establecer algún contacto con el interior. Ante esta situación el interés fundamental de la Real Audiencia era el de establecer, aparte del camino cuya apertura se había encomendado a Alonso de Olaya en la medida en que se hacía necesario vincular a Santa Fe de Bogotá con el río Magdalena para la distribución de mercancías con destino a Tocaima, Ibagué y Mariquita, un puerto seguro y viable. Teniendo en cuenta las condiciones geográficas que hacía del Salto de Honda una barrera natural para la navegación, ya para las últimas décadas del siglo XVI se había establecido allí el puerto fluvial que necesitaba el Nuevo Reino.
Si bien la ubicación definitiva del puerto que se llevó a cabo en las inmediaciones de la población aborigen encomendada a los vecinos de Mariquita no había hecho del lugar un punto de distribución de mercancías, sí había logrado dar un claro impulso al comercio por esta vía. De aquí que se tome que la ciudad fue descubierta y no conquistada ya que el asentamiento indígena sirvió de referencia para el establecimiento de los españoles.
La erección de Villa a solicitud de los vecinos, quienes ofrecieron 5000 pesos porque se elevara el puerto a la categoría de villa, se le concedió esa gracia mediante Real Cédula otorgada por el Rey Felipe IV el 4 de marzo de 1643, y el 5 de febrero de 1644 se señalaron los términos de su jurisdicción consagrada a San Bartolomé (el día de la fundación de la ciudad se celebró la fiesta de este santo), así mismo se le asignó el escudo con los emblemas de la Casa de Austria y de los Borbones.
Durante la colonia y hasta antes de la independencia, el territorio hizo parte de las provincias de Mariquita y Neiva, que luego se dividieron en los departamentos de Cundinamarca, Boyacá y Antioquia.
Ya para el primer cuarto del siglo XVII, el puerto fluvial lo constituían "unos bohíos con techo de paja donde moraban los indígenas, ladinos unos, encomendados otros", que con el correr de los días se convirtió en pernoctadero de viajeros, forasteros, arrieros, comerciantes y funcionarios civiles y eclesiásticos. Honda fue el primer puerto fluvial del Nuevo Reino de Granada desde el siglo XVII.
De tal manera, Honda se convierte durante los siglos XVI y XVII en estación forzosa de mercaderías y pasajeros que llegaban o salían por Cartagena de Indias.
En 1620 ya había una iglesia, construida, pero se hallaba en tan mal estado que no podía reservarse en ella el Santísimo Sacramento, y entonces por acuerdo entre el presidente de la Audiencia y el Arzobispo se encargó del Curato a los Padres jesuitas, quienes pusieron de Cura al Padre Offit. 
Este reconstruyó la iglesia de tapias y techo de paja, y después estableció galpones y hornos para quemar teja y cal e hizo nueva reedificación ya más sólida, y dio principio a la construcción del edificio del colegio, de cal y canto, con ayuda eficaz de los vecinos. El colegio de los jesuitas quedó fundado en 1622.
Finalmente, entre los siglos XVII y XIX, particularmente en la segunda mitad del siglo XVIII, la villa de Honda recibe un gran impulso desde el punto de vista urbano, fueron construidas en cal y canto; conventos, colegios, hospitales e iglesias.
Por otra parte, el levantamiento de los Comuneros de El Socorro fue secundado por el pueblo de Honda el 23 de junio de 1781; atacó los estancos de tabaco y aguardiente y la cárcel y puso en libertad los presos que habían comunicado lo hecho a José Antonio Galán, quien se hallaba en Mariquita. Esto sucedió un mes después de haberse embarcado para Cartagena huyendo de Bogotá a la aproximación de los comuneros el visitador Juan Francisco Gutiérrez de Piñeros, responsable de aquellos levantamientos por haber elevado desconsideradamente los impuestos.
El 16 de junio de 1805, Honda fue afectada por un terremoto que destruyó gran parte de la ciudad, edificaciones coloniales y puentes. El sismo se dejó sentir en otros lugares como Mariquita.

### Patria Boba y reconquista
Durante el periodo conocido como "Patria Boba", el 22 de diciembre de 1814 se proclamó en Honda la independencia de la provincia de Mariquita, de la cual era ya capital, y la Convención Constituyente del Estado Libre de Mariquita se reunió el 3 de marzo de 1815 en el Palacio de la Convención. El 21 de junio del mismo año expidió su Constitución, la cual fue sancionada el 4 de agosto en el "Palacio de Gobierno de la nueva ciudad de Honda" y promulgada por el presidente José León Armero. 
Al proclamar la Convención la independencia declaró que la Provincia de Mariquita será independiente de España, del Estado de Cundinamarca o de cualquiera otro Gobierno que no fuere elegido popular y legítimamente por los pueblos.
El primer decreto del gobernador Armero fue sobre establecimiento de escuelas en Honda, Mariquita, Ibagué, Ambalema y El Espinal. El mismo gobernador construyó un edificio para la escuela de Honda y estableció alumbrado público con faroles en esta población y en las capitales de los Cantones de la Provincia.[cita requerida]
De los primeros actos del Gobierno Federal cuando se instaló en Bogotá a su regreso de Tunja, fue mandar a Honda, en enero de 1815, a las órdenes de Francisco de Paula Alcántara, para deportarlos a Cartagena, unos cuantos españoles; de ellos fusiló a dieciséis ese Comandante, y por su parte el gobernador Armero hizo fusilar aquí al capuchino fray Pedro Corulla y a los españoles Infiesta, Martínez, Portilla, Bartolomé Fernández, Juan Calvo, Francisco Serrano, Joaquín Gómez, José Zapatero y Emeterio Bernal, y condenó a los demás deportados a destierro. Los restos de esos fusilados los exhumaron con gran aparato los realistas en 1818.
El 1 de mayo de 1816, durante "La Reconquista" ocupó sin resistencia a Honda el teniente coronel Ramón Sicilia, porque los patriotas habían abandonado la población; al día siguiente se ordenó la jura de Fernando VII. El 25 de diciembre se hizo la formal proclamación. Estaba de Jefe de la Provincia el coronel Donato Ruiz, quien había sido nombrado el 27 de abril por el conquistador Pablo Morillo. 

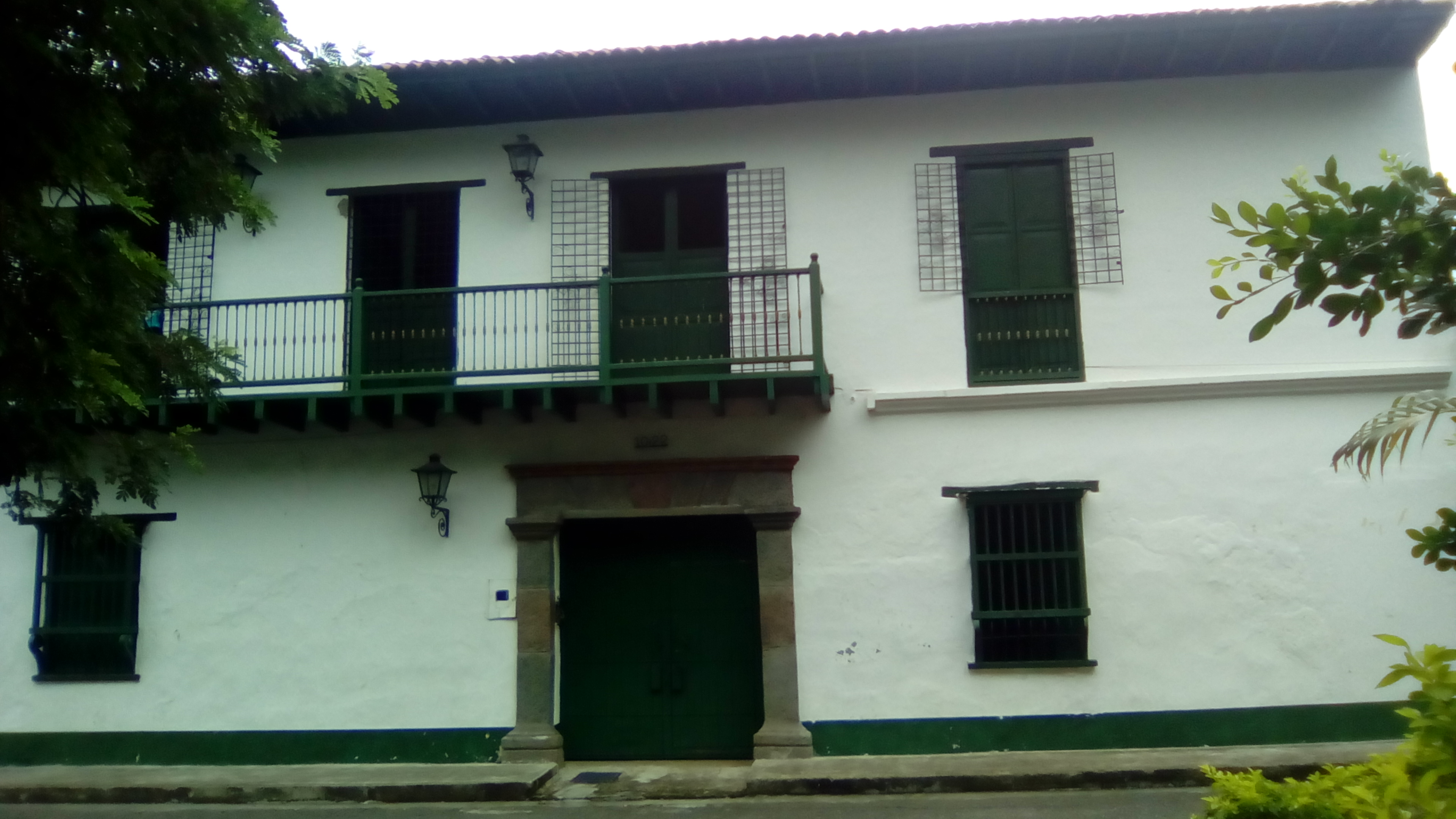
Casa de la época de la independencia en Honda

El 29 de agosto de ese año fue fusilado Francisco Ramírez, y el 1° de noviembre, el gobernador patriota José León Armero. En 1819, con la firma de unos cien vecinos de lo principal de Honda, se solicitó al gobernador de la provincia de Mariquita licencia para ahorcar los retablos de Carlos IV y Fernando VII, y concedida la licencia por el gobernador, general José María Montilla, se colgaron de la horca, por el verdugo, los retratos con gran solemnidad en la plaza, y después se arrojaron a una hoguera.
Al tenerse noticia en Bogotá de la derrota de los realistas en Boyacá, huyeron el virrey y los españoles que se consideraban más comprometidos en el camino murieron varios, y de los que llegaron a Honda, se ahogaron algunos en el puerto. Cuando Simón Bolívar pasó por ese puerto para exiliarse (pero va a morir en Santa Marta), para poder pagar los champanes en que se embarcó hubo que autorizar al general Joaquín Posada Gutiérrez para que contratara un empréstito en el comercio. 
El 8 de septiembre de ese año, por iniciativa del mismo general Joaquín Posada Gutiérrez, el vecindario, representado por una Junta de lo más granado del puerto, se pronunció contra el Gobierno Nacional aclamando al Libertador como jefe del Poder Ejecutivo y al general Rafael Urdaneta como encargado accidental.

### Periodo republicano

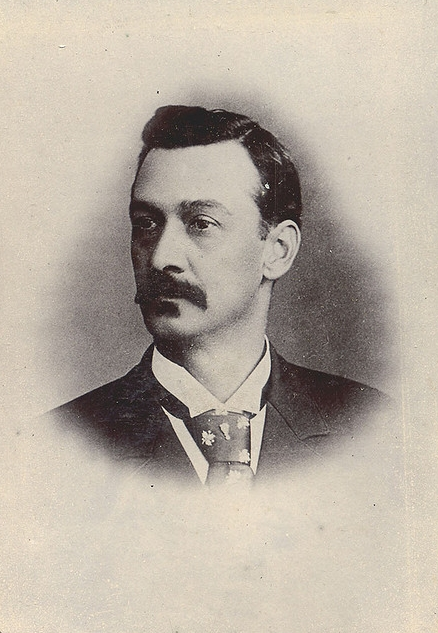
José Domingo Restrepo.

En el contexto de la Guerra de los Supremos, el gobernador de la Provincia de Mariquita General José María Vesga, se alzó en armas aquí contra el Gobierno legítimo en 1840, este envió a someterlo al General Joaquín París; hubo ligero encuentro de los contendores por el lado de Quebradaseca y las fuerzas de Vesga se retiraron al llano de la Calunga, donde fueron batidas por las de París el 9 de enero de 1841, entonces Vesga se retiró a la población, y aunque destruyó el puente del Gualí para impedir el paso de los que lo perseguían, fue derrotado nuevamente. 
Durante la Guerra civil colombiana de 1854, el coronel Julio Arboleda organizó la columna Tequendama, y ocupó y fortificó a Honda contra la dictadura de José María Melo.
En 1885 don José Domingo Restrepo se proclamó Jefe de los revolucionarios de Honda y ocupó la población hasta que lo desalojaron e hicieron prisionero las fuerzas que comandaban los Generales Juan N. Mateos y Manuel Briceño.

## División político-administrativa

### Zona urbana
La cabecera municipal se encuentra divididos en dos zonas en la que se encuentra sus barrios. 
A la derecha del Río Gualí, es decir en el norte de la ciudad y que se denomina Zona 1. Los que se hallan a la izquierda del río Gualí en el centro y occidente de la ciudad Zona 2.
| Zona | Barrios |
| ---- | --- |
| 1    | Caracolí, Planadas, Jardín, Obrero, La Concordia, La Polonia, La Bufona, El refugio, Villa El placer, Santofimio, La Arenera, Santa Bárbara, Santa Lucía, Nuevo Ambalema, La Sonrisa, San Pablo, Virgilio Barco, Panchigua, Avenida de los Estudiantes, El Carmen, Alto de San Juan de Dios, La Magdalena y Los libertadores. Sectores Cascajal, Avícola Santa Inés, Cuesta Calle 30 entre Cra 14 y Quebrada Jaramillo, Lote Entre Subestación El Refugio y Terminal, Orejas De La Variante, Parte posterior del Club Bavaria, Condominio La Trinidad y Planta Bavaria y sector Conquistadores El Progreso. |
| 2    | Arrancaplumas, Pueblo Nuevo, Bodega Sur, El Retiro, Quebrada Seca, Francisco Núñez, Alto Del Rosario, Las Delicias, Camellón De Los Carros, 1 De Octubre, Bogotá, Chicó, Lleras, Carrasquilla, Gualí, Versalles, Nueva Versalleses, La Aurora, El Triunfo, Martín Lutero, El Reposo, La Pedregosa, San Bartolomé De Las Palmas, Ciudadela Rotaria Hernando Villamizar Bautista, Brisas Del Gualí, Santa Helena, Galán, Municipal y Calunga. Sectores Centro de la ciudad, Urbanización Soto Camero, Urbanización Hervilla, Colegio Santander, Quinta Navarro, Batallón Patriotas No 40, Parque Deportivo David Hugues, La Habana, Vecinas, Urbanización Palmas Del Río, Llano De Calunga, Hacienda Real II, Finca El Porvenir, Santa Helena y Balneario La Picota. |

Veredas de Honda

La cabecera municipal de Honda, se encuentra conurbada con el centro poblado: Puerto Bogotá; aun así este último pertenece al municipio cundinamarqués de Guaduas.

### Zona rural
Honda tiene bajo su jurisdicción el centro poblado Perico, zona de hallazgos arqueológicos. 

#### Veredas
Honda tiene las siguientes veredas constituidas: Bremen-Santa Helena, El Caimital, El Triunfo, Kilómetro 42, Llano de Villegas, Mesuno y guacimal.

## Geografía

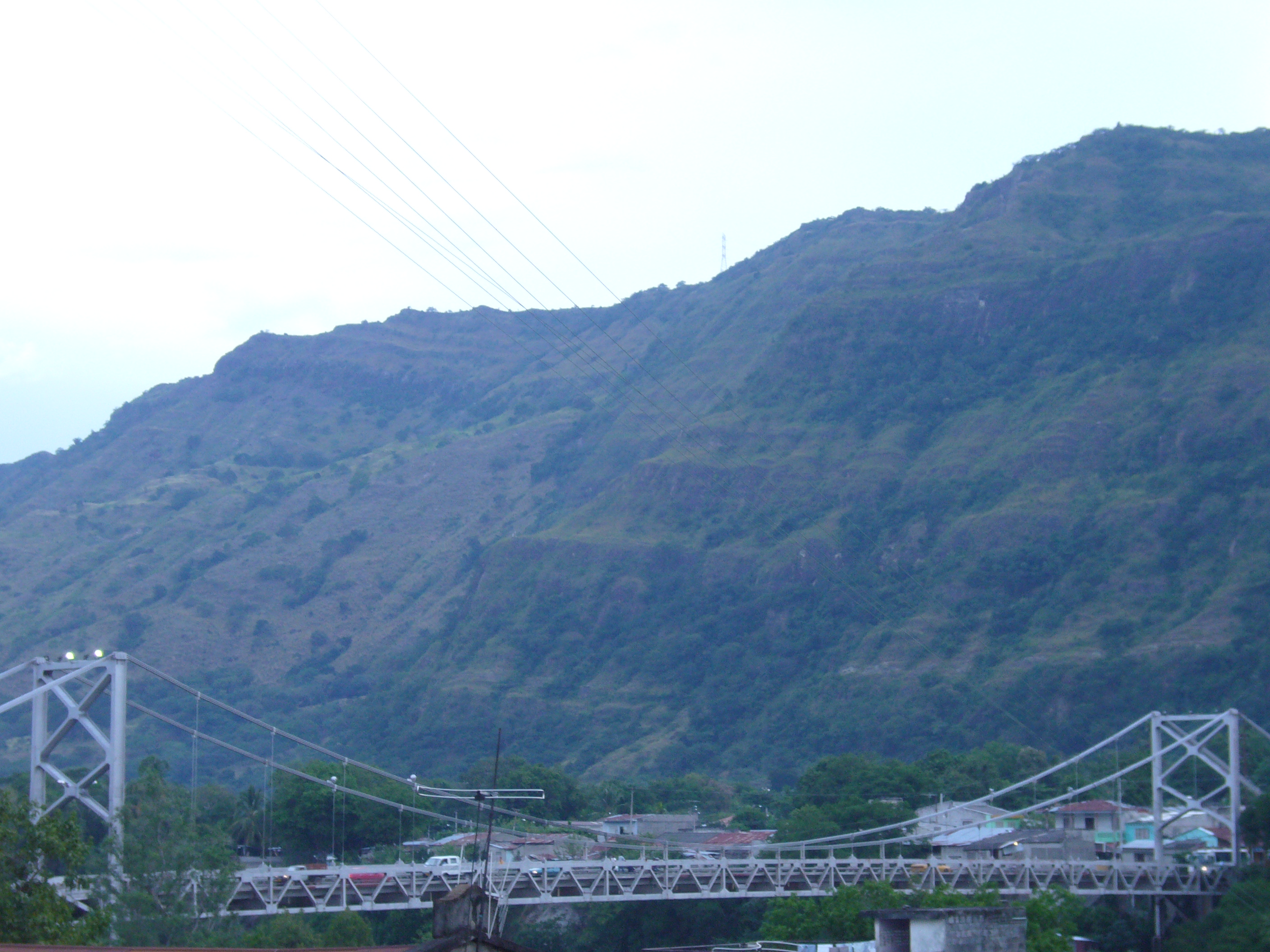
Puente Luis Ignacio Andrade sobre el río Magdalena, comunica al Tolima con Cundinamarca

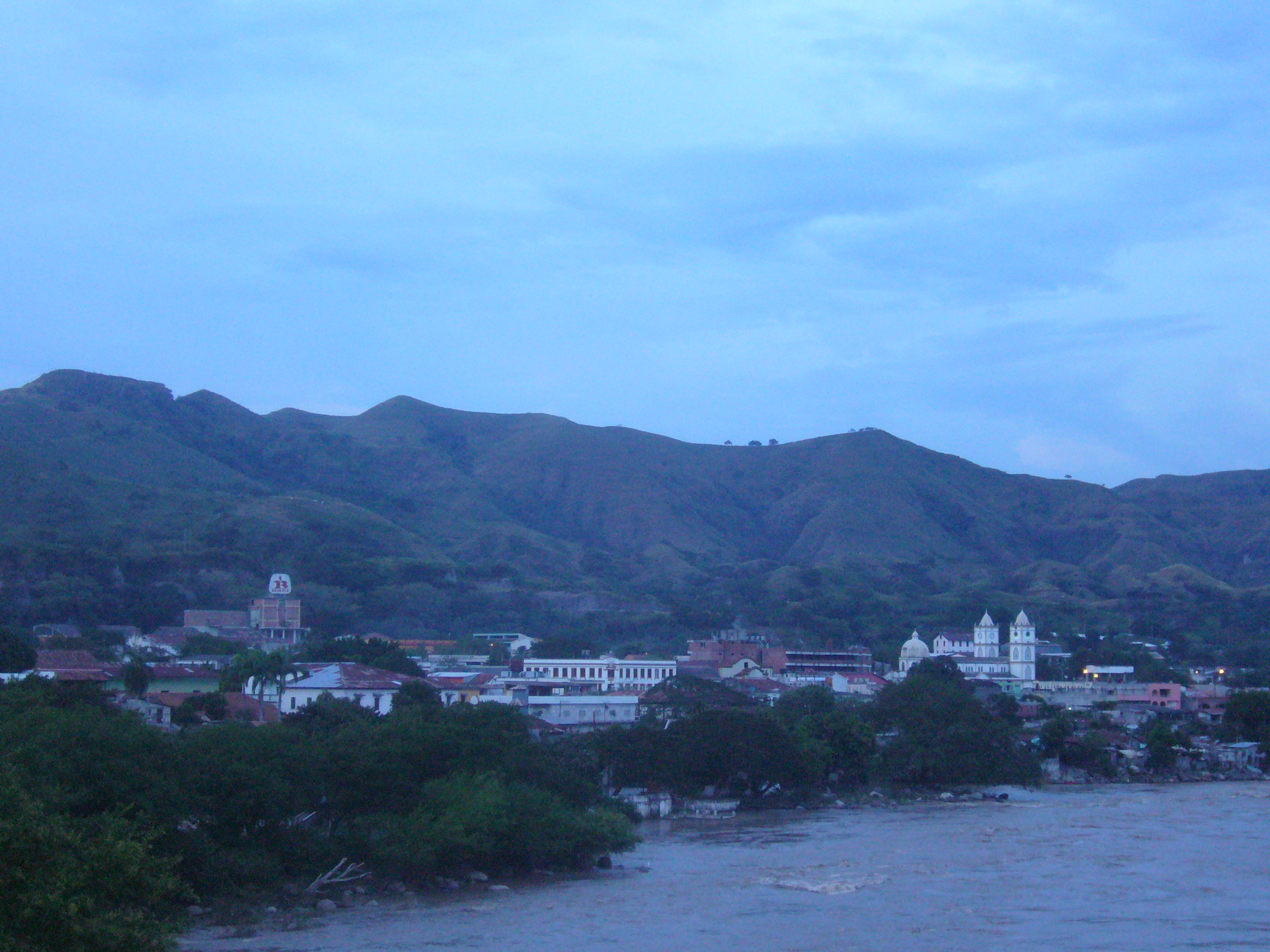
Honda desde el puente Navarro.

Honda está ubicada en medio de la Cordillera Central y la Cordillera Oriental en el Valle del río Magdalena que en esta región se denomina Valle del Magdalena Medio, sus coordenadas geográficas son 5°11′28″N 74°44′34″O / 5.19111, -74.74278,y a unos 225 m s. n. m.
En Honda los raudales del río Magdalena a 220 m s. n. m. presentan un desnivel de 69 metros. Se puede concluir que se trata todavía de un valle interandino estrecho, puesto que a esta altura no sobrepasa los 40 kilómetros de anchura. 
Presenta, sin embargo, diferentes características sobre cada una de sus bandas, siendo así que la izquierda es bastante regular, con una anchura promedio de 20 kilómetros; por su parte, la margen derecha se estrecha sensiblemente a partir de la desembocadura del río Seco, presentando numerosas digitaciones y colinas bajas que mueren a menos de 10 kilómetros del río. 
Los rápidos del río Magdalena conocidos hoy con el nombre de Salto de Honda se llamaron antes Salto del Negro y Remolino de Honda, y el embarcadero para la costa era lo que se llamaba Caracolí frente a las Bodegas de Bogotá (Bodega de café).
La ciudad se halla flanqueada por diversas colinas y montañas de altitud promedio como la Meseta de los Palacios o el "Cerro Cacao Empelota".

### Límites
Honda está delimitada por municipios de su departamento y por Caldas y Cundinamarca:
| Noroeste: Victoria ( Caldas) (Río Guarinó) | Norte: La Dorada ( Caldas) (Río Guarinó) | Nordeste: Guaduas ( Cundinamarca) (Río Magdalena)                            |
| Oeste: Mariquita                           |                                          | Este: Guaduas ( Cundinamarca) (Río Magdalena Corregimiento de Puerto Bogotá) |
| Suroeste: Armero                           | Sur: Armero (Río Sabandija)              | Sureste: Guaduas ( Cundinamarca) (Río Magdalena)                             |

### Clima
Honda goza de un clima cálido, con una temperatura promedio de 33 °C, constante todo el año.
Esta zona presenta entre 100 y 150 días con lluvia al año, aunque es posible identificar núcleos aislados en el rango de 50 a 100 días. En las estribaciones de las montañas el número de días con lluvia crece paulatinamente hasta aproximarse a 200 días; los meses con menor número de eventos lluviosos se presentan hacia mitad de año, en los meses de julio y agosto. 
El segundo mínimo, menos destacado, se presenta a principios de año. Los meses de mayor frecuencia de días lluviosos, continúan siendo abril - mayo durante el primer semestre y octubre-noviembre durante el segundo.

### Hidrografía
Honda es bastante rica en recursos hídricos por contar en su territorio con el paso del río Magdalena, el más importante del país, el río Gualí, el Guarinó y varias quebradas como Quebrada Seca y Bernal entre otras.
A pesar de no tener datos concretos, la atmósfera en Honda es limpia y saludable como es normal en un pueblo que no posee grandes industrias manufactureras.
Su suelo es arenoso, por lo que representa un constante riesgo para el subsuelo y suelo urbano, ya que está expuesto a hundimientos por terremotos o catástrofe por inundaciones o intensas lluvias. En las afueras el suelo es fértil y como en la mayoría del territorio tolimense apto para el cultivo de Arroz, Sorgo y Algodón.

## Demografía
| Distribución de la población por rangos de edad | Distribución de la población por rangos de edad | Distribución de la población por rangos de edad | Distribución de la población por rangos de edad | Distribución de la población por rangos de edad | Distribución de la población por rangos de edad | Distribución de la población por rangos de edad |
| ----------------------------------------------- | ----------------------------------------------- | ----------------------------------------------- | ----------------------------------------------- | ----------------------------------------------- | ----------------------------------------------- | ----------------------------------------------- |
|                                                 | 1 año                                           | 1-4                                             | 5-14                                            | 15-44                                           | 45-59                                           | >60                                             |
| Total por Edad                                  | 25,7                                            | 36,8                                            | 42,4                                            | 47,7                                            | 50,0                                            | 51,2                                            |
| Porcentaje                                      | 2,49                                            | 7,48                                            | 20,14                                           | 47,01                                           | 12,20                                           | 10,67                                           |

El municipio cuenta con un 96,72% de población urbana y un 3,28% de población rural, de este total el municipio posee una división casi exacta por sexo, siendo los hombres el 50,02% (13 442) y las mujeres el 49,98% (13 431). El total de la población es 26 873 habitantes.
La población está distribuida en 23 484 hogares y 15 170 viviendas de las cuales se abstrae la existencia de 5676 unidades económicas y 1239 unidades agropecuarias (Unidades asociadas a vivienda rural), datos del censo 2005.

## Economía

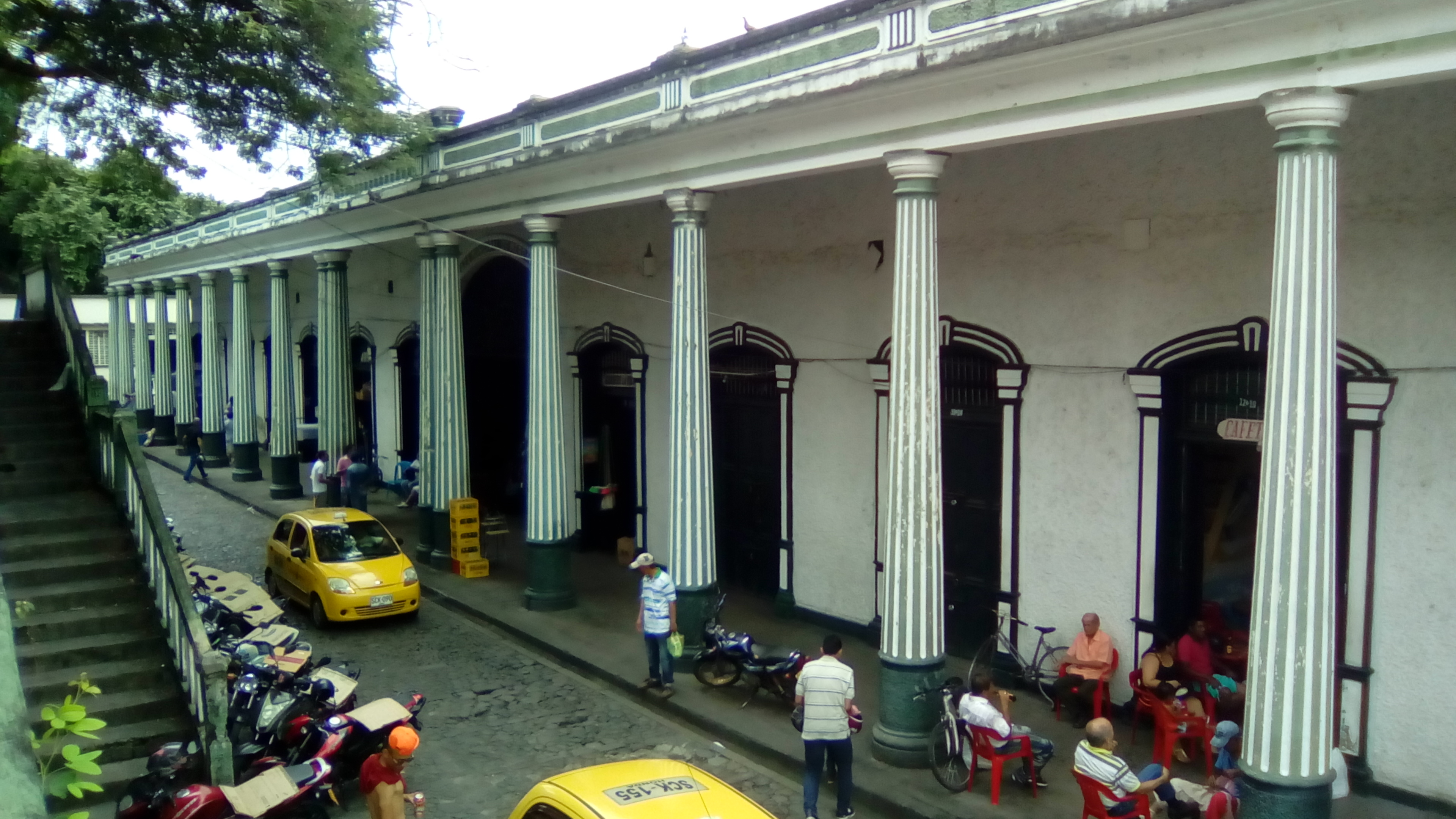
Plaza de mercado de Honda, declarada monumento nacional

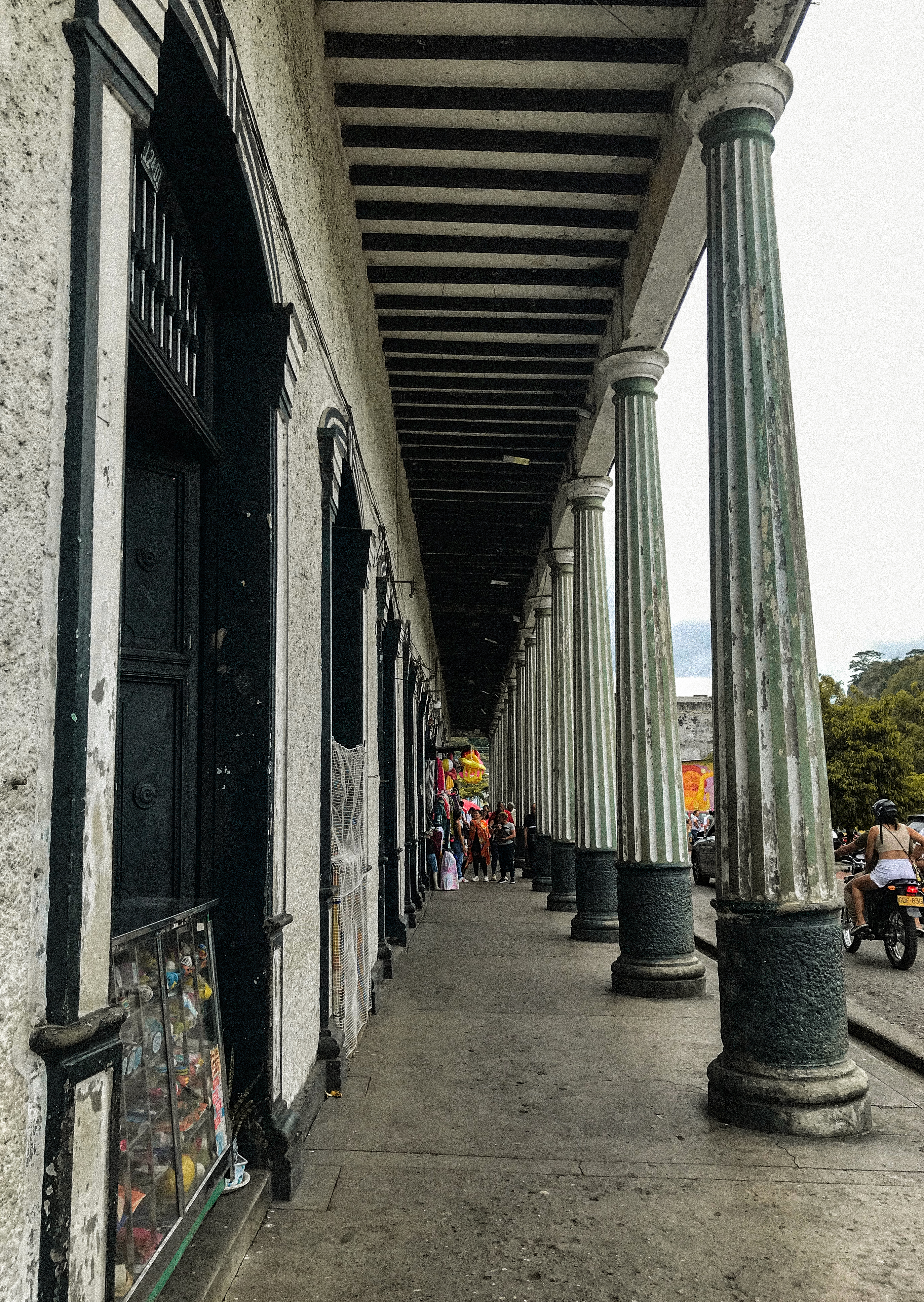
Plaza de mercado

Honda es un municipio básicamente urbano. Tiene 8 veredas. Y al contrario de la mayoría de poblaciones tolimenses, su economía no depende de la agricultura. El movimiento comercial de " La Ciudad de los Puentes" integra al turismo, la pesca y la ganadería. Cuenta con capacidad hotelera, arquitectura colonial y sus diversos atractivos que hacen un ambiente propicio para disfrutar del mejor descanso. Su cercanía con otras poblaciones y ciudades, la amabilidad de sus gentes son otros factores que apoyan la industria turística. La pesca es el sustento de cientos de familias hondanas, en la época de subienda, la economía se reactiva.  El estar ubicada en el centro del país, la hace una ciudad importante en el territorio Colombiano.
Los principales ingresos de los hondanos están fundamentados en el industria, turismo, la pesca, y ganadería. Esto ha hecho que en la actualidad la ciudad de Honda cuente con una perspectiva interesante desde el punto de vista turístico, ya que su centro histórico colonial es de gran interés para colombianos y extranjeros, lo que la hace una ciudad cómoda para vivir. 
En el mes de enero y febrero se activa su economía con el fenómeno de la subienda, que hace que se multiplique la población, llegando hasta tener durante esa época más de 100 mil personas; además gran parte de su territorio es poblado por el ganado vacuno, equino y bufalino y cuenta con grandes industrias como SOLLA S.A, FANAL, entre otras.

## Vías de comunicación

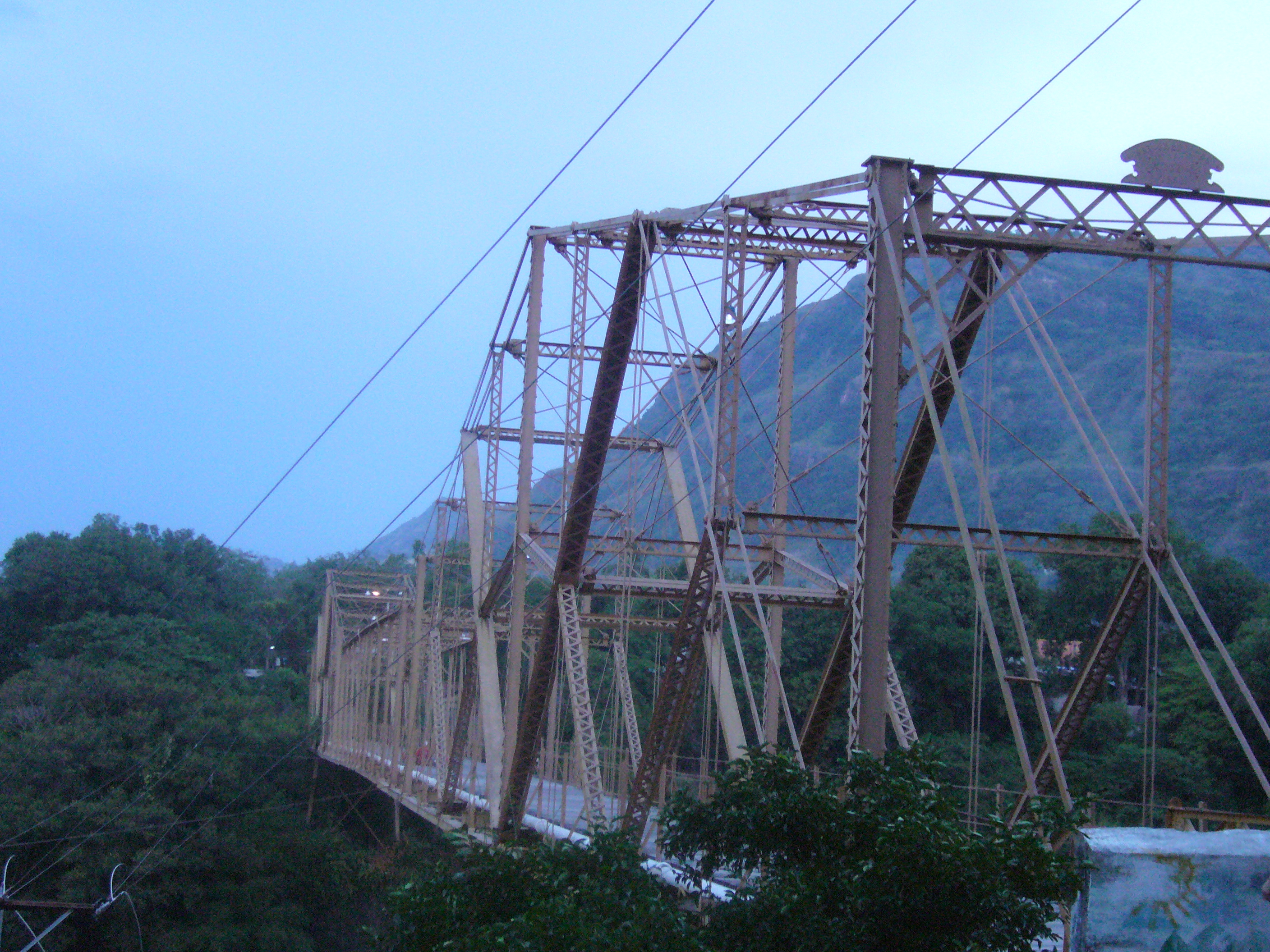
Puente Navarro, estructura metálica del

Actualmente se considera como la estrella vial de Colombia, con vías a Bogotá, Santa Marta, Cartagena de Indias, Medellín, el Eje Cafetero, Cali e Ibagué que conduce al sur del país. Llegar a Honda por carretera, es muy fácil; está a 4 horas al occidente de Bogotá por la Nacional 50, teniendo salidas por las Calles Calle 80 y 13 distando 145 km de la ciudad; a unas 12 horas de Santa Marta por la Nacional 45 de la cual dista 805 km y por la misma vía se llega a Cartagena de Indias; a 6 horas del suroriente de Medellín por la continuación de la Nacional 50 y conexión a la Nacional 25 trazando una distancia de 269 km.
A 2 horas o menos del eje cafetero encontrando primero Manizales de nuevo siguiendo la Nacional 50 efectuando un recorrido de 140 km; a 6 horas del norte de Santiago de Cali por la Nacional 43 pasando por Ibagué sumando 388 km; y finalmente pero más importante, a 2 horas del norte de Ibagué, la capital del departamento por la Nacional 43 saliendo rumbo a Mariquita contando con 127 km.

## Cultura

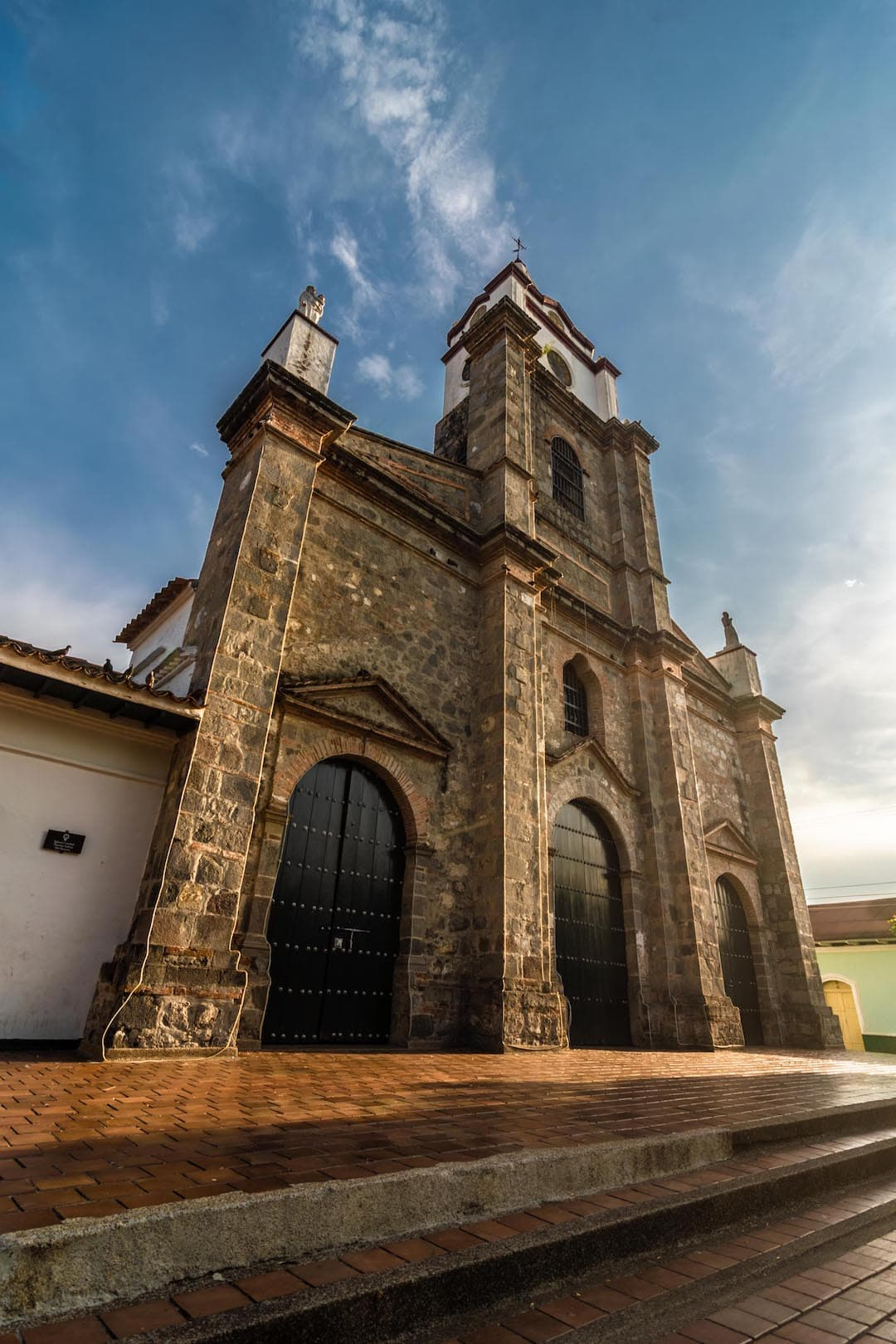
Catedral de Nuestra Señora del Rosario.

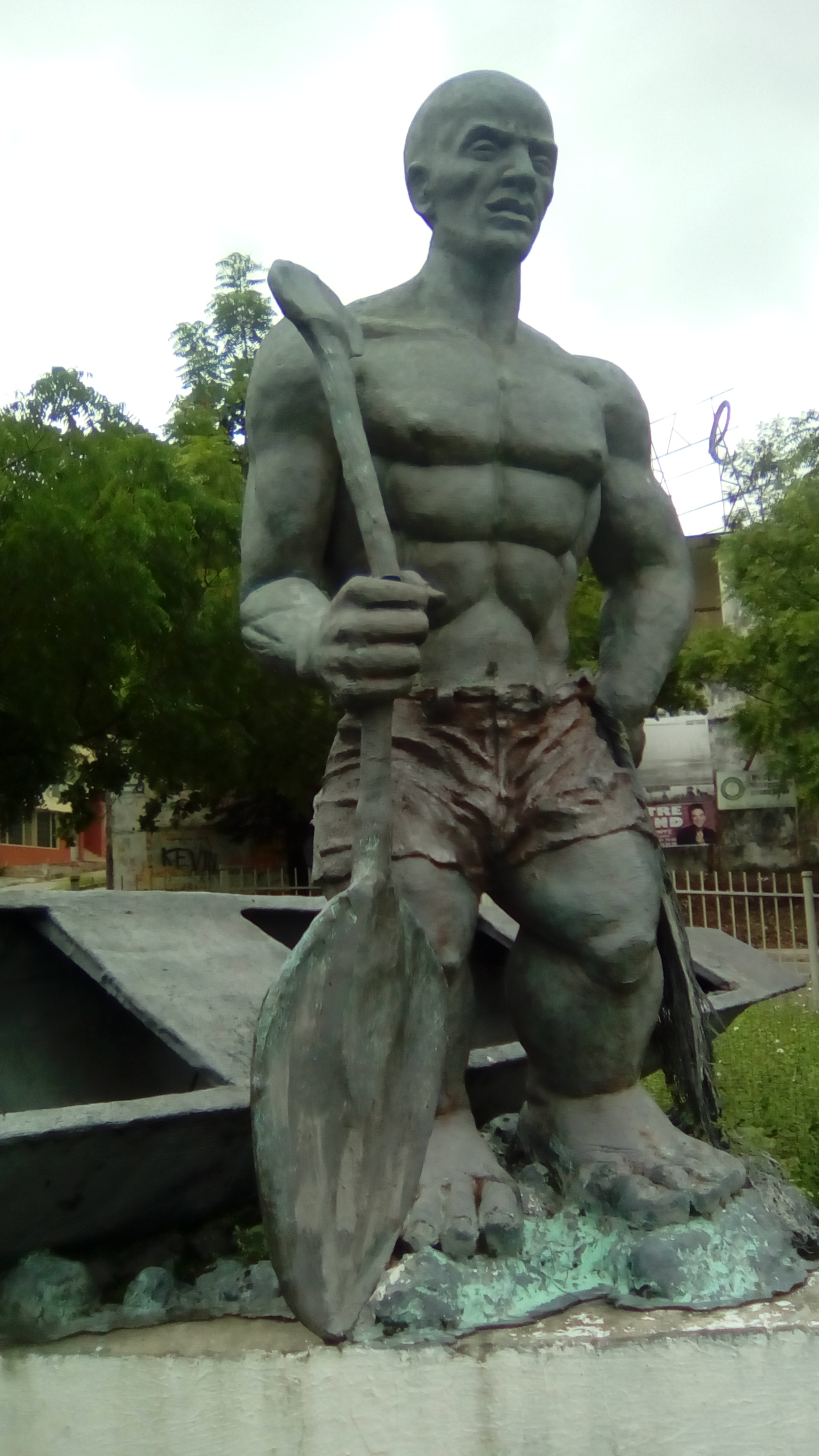
Monumento al boga de la libertad.

La ciudad, por su histórico desempeño en el área comercial del país, ha llevado siempre una actividad cultural y artística muy dinámica, aunque descendió notablemente en los años 20, pero su pasado ha despertado virtudes artísticas en varios de sus hijos, sobre todo en pintura, literatura y música.
Honda tiene una oficina de Cultura y Turismo. Cuenta además con el Museo Alfonso López Pumarejo, el Museo del Río Magdalena y el centro cultural del Banco de la República.
En el 2008 Honda fue el centro de las grabaciones de la telenovela colombo-estadounidense Doña Bárbara.

### Danza y rituales de la subienda.
La danza-ritual, oriunda de la ciudad de Honda, está vinculada a prácticas propiciatorias de las culturas ancestrales del río Magdalena. Al inicio de la década de los años 60, la ciudad de Honda se había convertido en un importante Puerto Pesquero Fluvial del País. El fenómeno cíclico de la Subienda de peces por el Río Grande de la Magdalena favoreció esta tierra gracias a los raudales del río, conocidos otrora como Salto de Honda, el cual obliga a los peces que remontan sus aguas a dejar el curso central y tomar las orillas, facilitando así su pesca, cuya producción alcanzaba grandes toneladas.

### Festivales y encuentros culturales
- Carnaval De La Subienda. Se celebra en las dos primeras semanas del mes de febrero; se festeja la época de mayor pesca de la región y por tanto de mayor actividad económica y comercial.
- Reinado Nacional Del Río Magdalena. Celebrado en el mes de octubre; se conmemora de igual manera la época de pesca e inicialmente era parte del Carnaval de la subienda.
- Semana Mayor de Conciertos. Se efectúa en la Semana Santa; conmemorando la semana mayor para los cristianos.

En los últimos años la comunidad en Honda ha generado distintos festivales que han fortalecido la cultura ribereña.
La Magdalena Fest @lamagdalenafest
Ibanasca @ibanasca
Plaza del Libro @honda_libro 
Festival de Cine
LiterNatura
Dentro de sus centros culturales se encuentran el Museo del Río Magdalena, la Casa Museo Alfonso López Pumarejo y la Agencia Cultural y biblioteca del Banco de la República.

### Arquitectura de Honda
Honda tiene arquitectura virreinal dejada por los españoles. Algunas edificaciones que datan de la época colonial son: La calle de las Trampas, la catedral de Nuestra Señora del Rosario . Arquitectura Republicana; Puente Navarro,  plaza de mercado. El centro histórico comprende los barrios Alto del Rosario, El Retiro, El Carmen y parte de Pueblo Nuevo, de arquitectura española. Este centro tiene parecido con los de Cartagena de Indias, Mompox, Popayán, Villa de Leiva, Tunja y el barrio La Candelaria de Bogotá. La ciudad más similar no solo arquitectónicamente sino también por clima y cercanía es Guaduas (Cundinamarca).

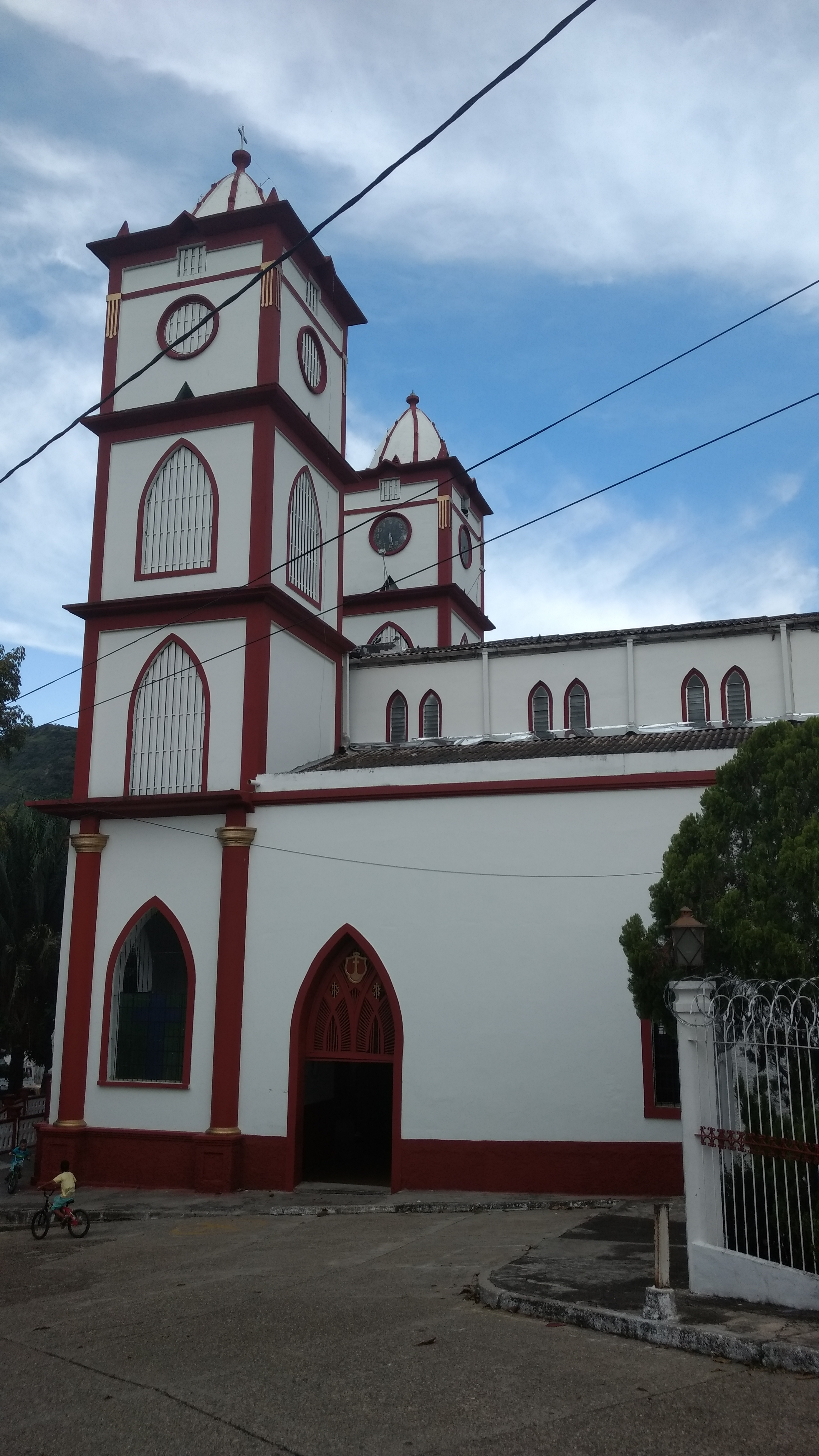
Parroquia Nuestra Señora del Carmen

El Boga de la libertad, escultura del maestro cartagenero Héctor Lombana, es uno de los monumentos más destacados de la ciudad.

### Símbolos

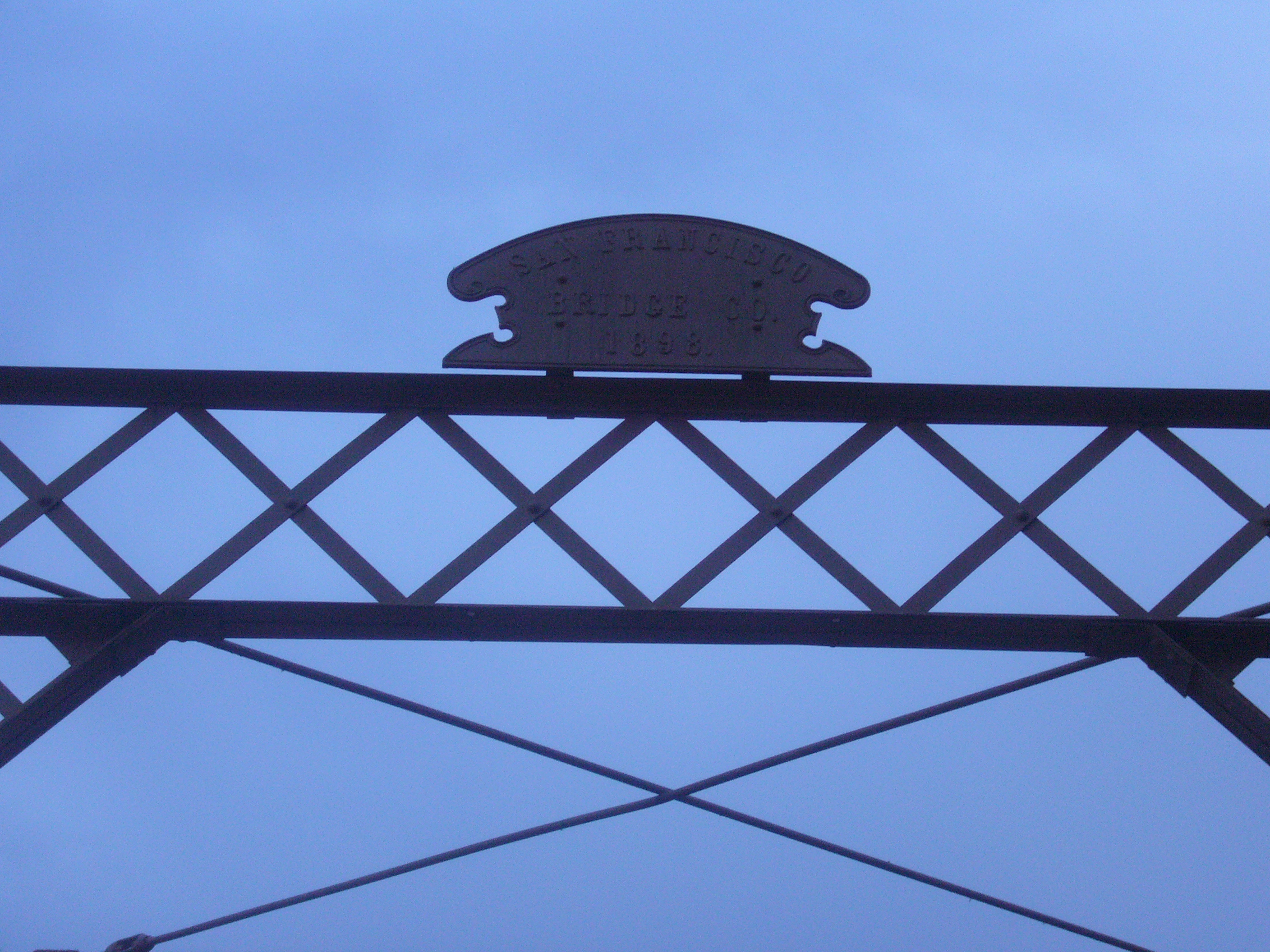
Placa del puente Navarro, el más antiguo de Suramérica.

La bandera de la ciudad fue adoptada mediante acuerdo n.º 003 de 1960. Consta de dos colores, blanco y rojo, en dos franjas horizontales de igual tamaño, en la parte superior el color blanco y en la parte inferior el color rojo; simbolizan la paz y la grandeza con el blanco y la libertad con el rojo sintetizando el siguiente lema "LA PAZ ALCANZADA CON BASE EN LA LIBERTAD" la bandera llevara en el centro el escudo de armas de la ciudad.
El escudo de armas se le otorgó junto con el título de Villa a San Bartolomé de las Palmas mediante Real Cédula el 4 de marzo de 1643 con los emblemas de la Casa de Austria y de los Borbones.
El himno de la ciudad de Honda fue adoptado mediante acuerdo municipal n.º 026 de 1960 y de autoría de Isabel Buenaventura de Buenaventura.

## Lugares de interés
- Calle de las Trampas. Posee una topografía sinuosa y en zigzag, con un piso totalmente construido en piedra evocando las construcciones andaluzas. Allí nacen o mueren cuestas como la Zaldua, Owen, San Francisco, y callejones como San José y La Broma. Esta calle es un atractivo para propios y turistas, y se encuentra dentro del “Centro Histórico”.
- Puente Navarro. Declarado como Bien de Interés Cultural Nacional (Monumento Nacional) mediante Decreto 936 del 10 de mayo de 1994. Construido entre los años de 1894 a 1898 e inaugurado el 16 de enero de 1899, día de los cumpleaños de su gestor Don Bernardo Navarro Bohórquez, une a los departamentos del Tolima (Honda) y Cundinamarca (Puerto Bogotá, Guaduas) sobre el río Magdalena. Su majestuosidad y arquitectura lo hacen único en el contexto suramericano.
- Catedral de Nuestra Señora del Rosario. Su construcción data de mediados del siglo XVII e inicios del siglo XVIII. Se erigió como parroquia en el Alto del Rosario en reemplazo de la parroquia de San Bartolomé que había sido erigida por los Jesuitas en el Alto de San Juan de Dios. Desde el siglo XVIII ha prestado sus servicios religiosos a los fieles de la Villa de Honda. Construcción imponente que invita a propios y visitantes a conocerla, posee contrafuertes, cúpula, tres naves, casa cural y torre central.
- Plaza de Mercado. Construida sobre el terreno donde funcionó durante dos siglos el Convento de San Bartolomé de los Franciscanos. El constructor de la plaza de mercado fue el ingeniero inglés Harry Valsint, su edificación duró 18 años (1917 - 1935). Posee 148 columnas y 108 puertas. Por su hermosa arquitectura fue elevada a Bien de Interés Cultural Nacional (Monumento Nacional) mediante Decreto 1756 del 26 de noviembre de 1996 del Ministerio de Cultura.
- Parque Agua, Sol y alegría. Este parque de diversiones, Construido entre los años de  1986-1988. Ha jugado un papel relevante en la industria sin chimenea de la Villa, porque complementa lo cultural con lo recreativo. Con capacidad para más de cinco mil personas, construcción de origen privado pero que ha impulsado en gran parte la oferta turística de Honda, considerada como una de las maravillas de la ciudad por su imponente construcción.
- Rápidos o Saltos de Honda. es una falla geológica, que divide en dos la navegación por el río Magdalena. A este fenómeno natural se debe que exista la Villa de Honda, ya que permite que cada año se origine la famosa subienda, en la que los rápidos impiden que suban fácilmente los miles de peces que cada año cumplen su ciclo natural en las aguas del Magdalena.
- Museo del Río Magdalena. Construcción virreinal que data del siglo XVIII, aquí funcionó durante más de dos siglos “La bodega El Retiro o Puerto de El Retiro”, que prestaba sus servicios a los mercaderes de la Villa en el Alto Magdalena, atracaban y zarpaban bergantines, barcos a vapor, champanes, canoas, piraguas. A finales del siglo XIX fue sede del Cuartel de la Gendarmería siendo su comandante el señor Gilibert, luego biblioteca y archivo municipal dirigido por don Tomas Sebastián Restrepo, y en la actualidad funciona allí el Museo del Río que posee una variedad de salas, donde el hondano y el visitante puede adentrarse a la historia del río de la patria.

## Servicios

### Judicial
- Circuito Judicial de Honda:

### Educación
- Corporación de Educación del Norte del Tolima (COREDUCACION).
- Universidad del Tolima - CERES Honda.

### Salud
La salud en Colombia se rige por la legislación vigente (Ley 100 de 1993) y es regulada por el Ministerio de la Protección Social. En el ámbito local, está a cargo la Secretaría de Salud, que depende de la Alcaldía Municipio. Otras instituciones son la Cruz Roja Colombiana, la Defensa Civil Colombiana, que se encarga de emergencias, calamidades y desastres de origen natural, y el Instituto Colombiano de Bienestar Familiar (ICBF), encargado de la protección integral de la familia y la niñez.
Los centros hospitalarios del municipio son:

### Servicios públicos
- Acueducto: La empresa prestadora del servicio es Honda Triple A S.A.S. E.S.P.
- Alcantarillado: Honda Triple A S.A.S. E.S.P.
- Aseo urbano: Honda Triple A S.A.S. E.S.P. es la empresa prestadora en la recolección, transporte y disposición final de residuos sólidos para los diferentes barrios de la Cabecera municipal.
- Alumbrado público: AGM Desarrollos es la empresa encargada del Alumbrado Público de Aguachica.
- Energía eléctrica: La Compañía Energética del Tolima S. A. E. S. P. (Enertolima) es la empresa prestadora del servicio de energía eléctrica.
- Gas natural: Alcanos de Colombia S.A. E.S.P es la empresa distribuidora y comercializadora de gas natural en el municipio. Aunque aún muchas viviendas usan el servicio de gas propano que se distribuye en cilindros de 20, 40 y 100 libras.

### Comunicaciones
- Radio: Olímpica Stereo (Honda) 90.5 F.M.
- Prensa: Periódico Nuevo Norte, Periódico El Puente, Periódico El Ribereño, Extra La Dorada - Honda.
- TV: El distrito cuenta con varios canales de televisión de señal abierta: 2 canales locales; HondaTV Canal Comunitario y Kanal 8, además, del canal regional TRECE.

### Otros
- Superintendencia de Notariado y Servicios - Oficina de Registro de Instrumentos Públicos Seccional Honda.
- Cámara de Comercio de Honda, Guaduas y Norte del Tolima.

## Escenarios deportivos
Honda tiene los siguientes escenarios deportivos, los cuales son administrados por el municipio:
- Estadio David Hugnes.

## Estructura organizacional municipal
| Honda        | Honda       | Honda                      |
| Departamento | Código DANE | Categoría municipal (2022) |
| ------------ | ----------- | -------------------------- |
| Tolima       | 73349       | Sexta                      |

- Personería: Es un centro del Ministerio Público de Colombia que ejerce, vigila y hace control sobre la gestión de las alcaldías y entes descentralizados; velan por la promoción y protección de los derechos humanos; vigilan el debido proceso, la conservación del medio ambiente, el patrimonio público y la prestación eficiente de los servicios públicos, garantizando a la ciudadanía la defensa de sus derechos e intereses.

El actual personero municipal es  .
- Concejo Municipal: Se regulan por los reglamentos internos de la corporación en el marco de la Constitución Política Colombiana (artículo 313) y las leyes, en especial la Ley 136 de 1994 y la Ley 1551 de 2012.

Constituido por x concejales por un periodo de 4 años.  Actualmente se encuentra distribuido con los siguientes partidos para el periodo 2024 - 2027 de la siguiente forma:
x (Conservador),  x (Liberal), x (Partido de la U), x (Fuerza de La Paz), x (ASI), x (Mais) y x (Cambio Radical).
- Alcaldía Municipal: En esta se encuentra la administración municipal y las entidades descentralizadas del municipio.

El Alcalde se pronuncia mediante decretos y se desempeña como representante legal, judicial y extrajudicial del municipio. El actual Alcalde municipal es Juan Enrique Rondón (2024-2027), elegido por voto popular.

## Servicios públicos
- Energía Eléctrica: Celsia, es la empresa prestadora del servicio de energía eléctrica.
- Gas Natural: Alcanos de Colombia es la empresa distribuidora y comercializadora de gas natural en el municipio.